# エリフィラ (小惑星)
エリフィラ (462 Eriphyla) は、小惑星帯に位置するS型小惑星。
マックス・ヴォルフがハイデルベルクで発見し、ギリシア神話の登場人物エリピューレーにちなんで命名された。